# Solanum subg. Archaesolanum

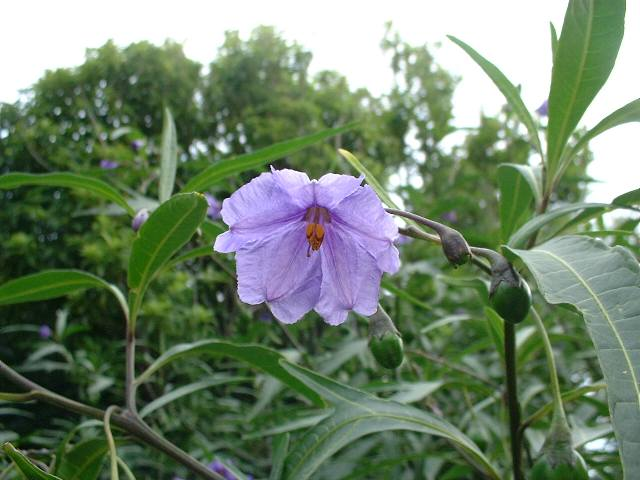
Känguruapfel (Solanum aviculare), Blüte.

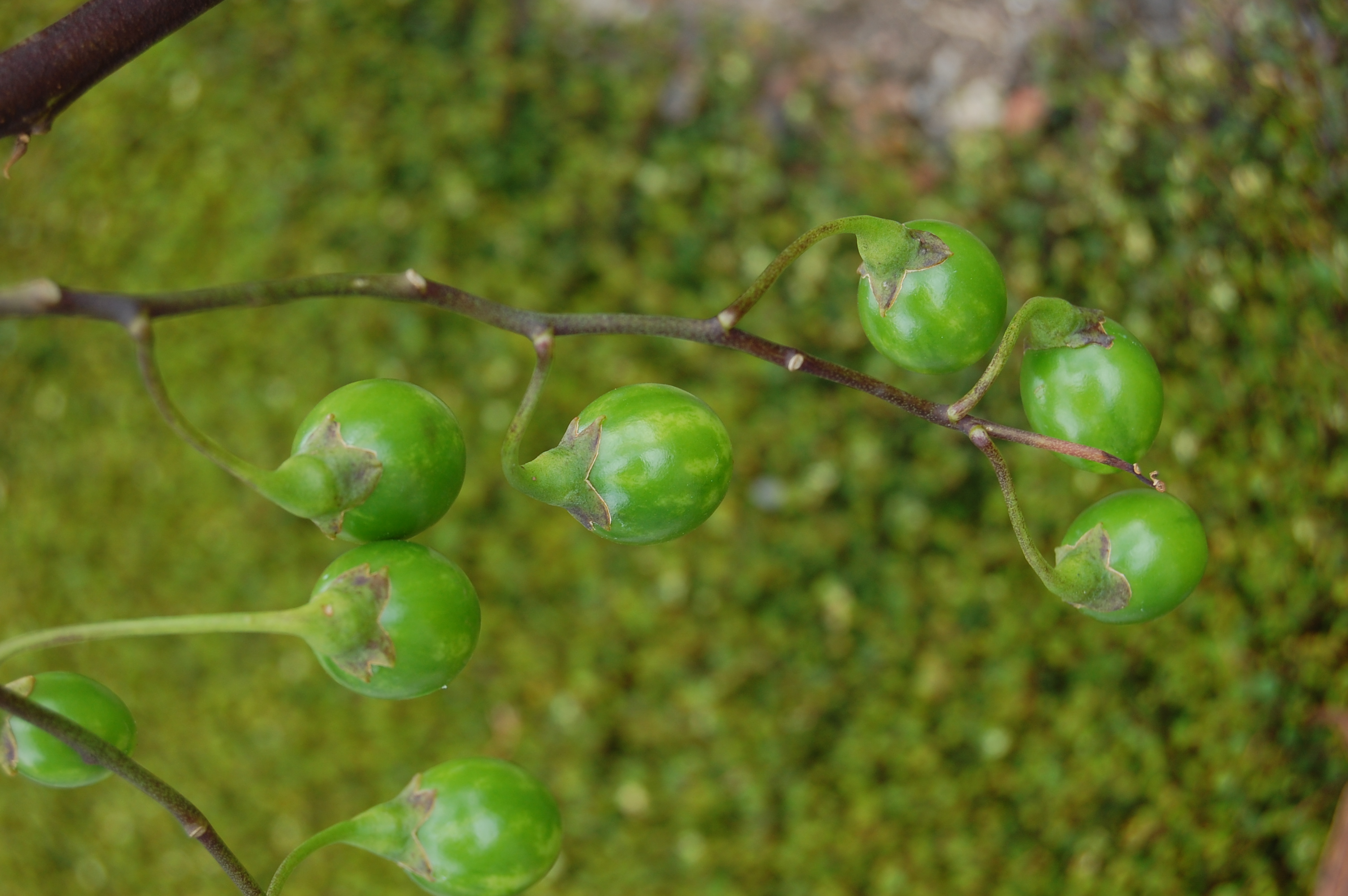
Früchte von Solanum laciniatum.

Solanum subg. Archaesolanum ist eine Untergattung der Gattung der Nachtschatten (Solanum), in die etwa acht Arten eingeordnet werden. Die Untergattung ist in Australien, Neuguinea und Neuseeland endemisch und besitzt als Einzige innerhalb der Gattung eine Basischromosomenzahl von {\displaystyle x=23}.

## Beschreibung
Die Arten der Untergattung sind Sträucher mit einer Höhe von 0,5 bis 2,0 (4,0) m, die weich verholzen, keine Stacheln aufweisen und unbehaart oder mit einfachen oder drüsigen Trichomen behaart sind. Die bis zu 35 × 20 cm großen Laubblätter sind fiederlappig mit drei bis elf Lappen oder gebuchtet mit vier bis sechs Segmenten.
Die Blütenstände stehen axillar, sind (1) 5 bis 10 (15) cm lang und bestehen aus (selten nur einer) drei bis sechs (selten bis zu zehn) Blüten. Der Blütenstandsstiel fehlt oder ist bis zu 5 cm lang. Die Kelchblätter ist bis etwa zur Mitte miteinander verwachsen, die bläulich-violetten oder tief violett-blauen Kronblätter bilden eine radförmige bis stern-radförmige Blütenkrone mit 2 bis 3 oder 3 bis 5 cm Durchmesser. Die Blattknospendeckung ist klappig-gefaltet, die Röhren-Falten sind gut ausgebildet. Die Staubbeutel sind 2 bis 3 (4) mm lang, meist kürzer oder genauso lang wie die Staubfäden, nur in Ausnahmen leicht länger. Der äußere Sektor der Staubbeutel steht frei. Die Narbe ist kopfförmig.
Die Früchte sind 1,5 bis 2 cm große Beeren mit saftigem Perikarp mit bis zu 70 und mehr Steinzellen. Der Kelch bleibt an der Frucht erhalten, vergrößert sich jedoch während der Fruchtreife nicht. In den Früchten sind zwischen 100 und mehr als 600 Samen enthalten.

## Verbreitung
Die Arten der Untergattung sind endemisch im Gebiet zwischen Neuguinea und Tasmanien, entlang der östlichen Küste Australiens von Perth im Westen ausgehend bis hin nach Neuseeland. Innerhalb der ariden Gebiete kommen die Arten nicht vor, jedoch sind die Arten Solanum simile und Solanum capsiciforme in den Mallee-Formationen („dwarf woodlands“) im südlichen Australien anzutreffen.

## Systematik

### Innere Systematik
Momentan werden etwa acht Arten der Untergattung zugerechnet:
- Känguruapfel (Solanum aviculare) G.Forst.
- Solanum capsiciforme (Domin) Baylis
- Solanum laciniatum Aiton
- Solanum linearifolium Geras. ex Symon: Südöstliches New South Wales bis östliches Victoria.[4]
- Solanum multivenosum Symon: Westliches Neuguinea.[4]
- Solanum simile F.Muell.: Südliches Australien.[4]
- Solanum symonii H.Eichler: Western Australis bis South Australia.[4]
- Solanum vescum F.Muell.: Südöstliches Queensland bis südöstliches Australien.[4]

Die Untergattung wird nicht weiter in Sektionen eingeteilt, teilweise wird die Untergattung auch als Sektion geführt, ohne in eine andere Untergattung eingeordnet zu sein.

### Äußere Systematik
Die Archaesolanum bilden innerhalb der Gattung Solanum eine abgeschlossene Gruppe, die sich durch die Basischromosomenzahl von {\displaystyle x=23} von den anderen Arten der Gattung unterscheidet. Verwandtschaftliche Beziehungen und die Herkunft dieser Abweichung der Chromosomenzahl sind nicht bekannt. In phylogenetischen Untersuchungen wird die Untergattung als eigene Archaesolanum-Klade geführt.

## Botanische Geschichte
Die ersten Sammlungen von Pflanzen der Untergattung Archaesolanum wurden während der zweiten Südseereise James Cooks (zwischen 1772 und 1775) von Johann Reinhold Forster vorgenommen. Forster war es auch, der 1786 mit Solanum aviculare die erste Erstbeschreibung einer Art vornahm. Die gültige Erstbeschreibung des Taxon erfolgte 1927 in der ersten Auflage von Band 5, Teil 4 der Illustrierte Flora von Mittel-Europa von Heinrich Marzell, der den zuvor bereits von Georg Bitter eingeführten Namen aufgriff. Von Marzell beziehungsweise Bitter wurde der Gruppe der Status einer Untergattung vergeben, von Siegfried Danert wurden 1970 in der Arbeit „Infragenerische Taxa der Gattung Solanum L.“ die Archaesolanum als Sektion definiert. Eine Unterteilung der Arten der Archaesolanum in drei Serien namens Avicularia, Laciniata und Similia erfolgte ebenfalls 1970 durch I.I. Gerasimenko.

## Verwendung
Die Arten Solanum aviculare und Solanum laciniatum werden unter anderem in Russland, Osteuropa und auch auf Neuseeland als Quelle des Alkaloids Solasodin kultiviert. Gelegentlich werden die Früchte auch gegessen, dies ist aufgrund des Alkaloidgehaltes jedoch nur bei Vollreife möglich und auch dann hinterlassen die Früchte ein unangenehmes brennendes Gefühl im Mundraum.